# Erik Valdemarsson den äldre
För Erik Valdemarsson d.y., den siste av Bjälboätten, se Erik Valdemarsson d.y.
Erik Valdemarsson, född 1271 eller 1272, död 1330, var en svensk prins samt svenskt och norskt riksråd. Han var son till kung Valdemar Birgersson och Sofia Eriksdotter av Danmark. Från honom härstammar Bjälboättens Valdemarsgren. Han var gift med Ingeborg Knutsdotter (Aspenäsätten).
Vapen: Erik Valdemarsson förde i sitt sigill sin moders vapen: tre stolpvis ställda gående lejon.

## Biografi
Han omnämns som riddare och norskt riksråd 1308, och svenskt riksråd 1322.
När hans far 1275 avsattes fick den då treårige Erik tillfälligt skydd hos den norske stormannen Alv Erlingsson. Eftersom han var en potentiell kungakrävare hölls han tillsammans med sin far fånge under 1290-talet. Han hade dock genom modern anspråk i Danmark, vilka hans kusiner de norska härskarna Erik och Håkon Magnusson hävdade tillsammans med sina egna. När en svensk-norsk allians bildades 1302  släpptes han också ur fängelset, och fick följa sin svenske kusin, hertig Erik Magnusson till Norge, där han stannade kvar under oroligheterna i Sverige, och utsågs till norskt riksråd. Han medverkade som förhandlare till Erik Menved och Håkon Magnussons allians mot de svenska hertigarna, och Erik Menved lovade att han skulle få de danska godsen. När Håkon försonades med hertig Erik 1310 avtalades att han skulle få gods i Sverige som kompensation mot anspråken, vilket dock aldrig skedde.
En uppgift att han skulle ingå i hertig Eriks råd år 1317 bygger på ett förfalskat brev. 
Under den svensk-norska personalunionen genom Magnus Eriksson tycks hans ställning bättrats, och 1319 gifte han sig med dottern till förmyndarstyrelsens ledare, drotsen Knut Jonsson (Aspenäsätten). Sommaren 1322 omnämns han som svenskt riksråd, nummer två i uppräkningen efter drotsen. 
Han försökte på nytt under oroligheterna i Danmark 1327–1328 att hävda sin arvsrätt, men förgäves.

## Familj
Han var gift med Ingeborg Knutsdotter (Aspenäsätten), dotter till drotsen Knut Jonsson (Aspenäsätten).
Han hade sonen Valdemar, som i sin tur hade sonen Erik, den siste av Bjälboätten.